# Jan-Fiete Buschmann
Jan-Fiete Buschmann (* 17. Mai 1981 in Bielefeld) ist ein deutscher Handballspieler. Er spielte in der Handball-Bundesliga, meist im rechten Rückraum oder Rechtsaußen.
Mit dem Handballspiel begann Buschmann beim TV Werther. Im Alter von 17 Jahren wechselte Buschmann zu GWD Minden. In seiner ersten Saison (1998/1999) spielte er noch in der A-Jugend, um dann in der Saison 1999/2000 für die 1. Mannschaft von GWD zu spielen.
Ab der Saison 2009/2010 stand er bei der TSV Hannover-Burgdorf unter Vertrag. Im Februar 2014 gab die TSV bekannt, dass der Vertrag mit Buschmann am Ende der Saison 2013/14 aufgelöst wird. Im EHF Europa Pokal 2013/14 erreichte er die Gruppenphase. Bis zu seinem Karriereende August 2015 stand er noch der TSV zur Verfügung. 2019 half er kurzzeitig beim Landesligisten SG Bünde-Dünne aus.
Für die deutsche Nationalmannschaft bestritt Buschmann zwischen 2002 und 2004 insgesamt neun Länderspiele.